# Chiesa dei Santi Elia ed Enoch
La chiesa dei Santi Elia ed Enoch è una chiesa campestre situata in territorio di Siligo, centro abitato della Sardegna nord-occidentale. Consacrata al culto cattolico, fa parte della parrocchia di San Vittoria, arcidiocesi di Sassari. L'edificio, distante qualche chilometro dal paese,  sorge sulla mesa di monte Santo ed è raggiungibile grazie ad alcuni sentieri che portano sino alla cima della montagna. 
Nel 1064-65 giudice Barisone I di Torres fece compilare l'atto di donazione (il documento è noto come Carta di Nicita) in cui cede a Desiderio di Benevento, abate di Montecassino, una vasta area e le sue pertinenze: comprese le chiese di  Santa Maria di Bubalis) e la chiesa dei santi Elia ed Enoc. 
I monaci benedettini modificarono la fabbrica, almeno in due fasi costruttive differenti, una risalente all'XI secolo e la seconda probabilmente alla fine del XII. In quest'ultima fase venne aggiunta una navata a quella esistente, dopo aver demolito una parete laterale dell'edificio.

## Bibliografia

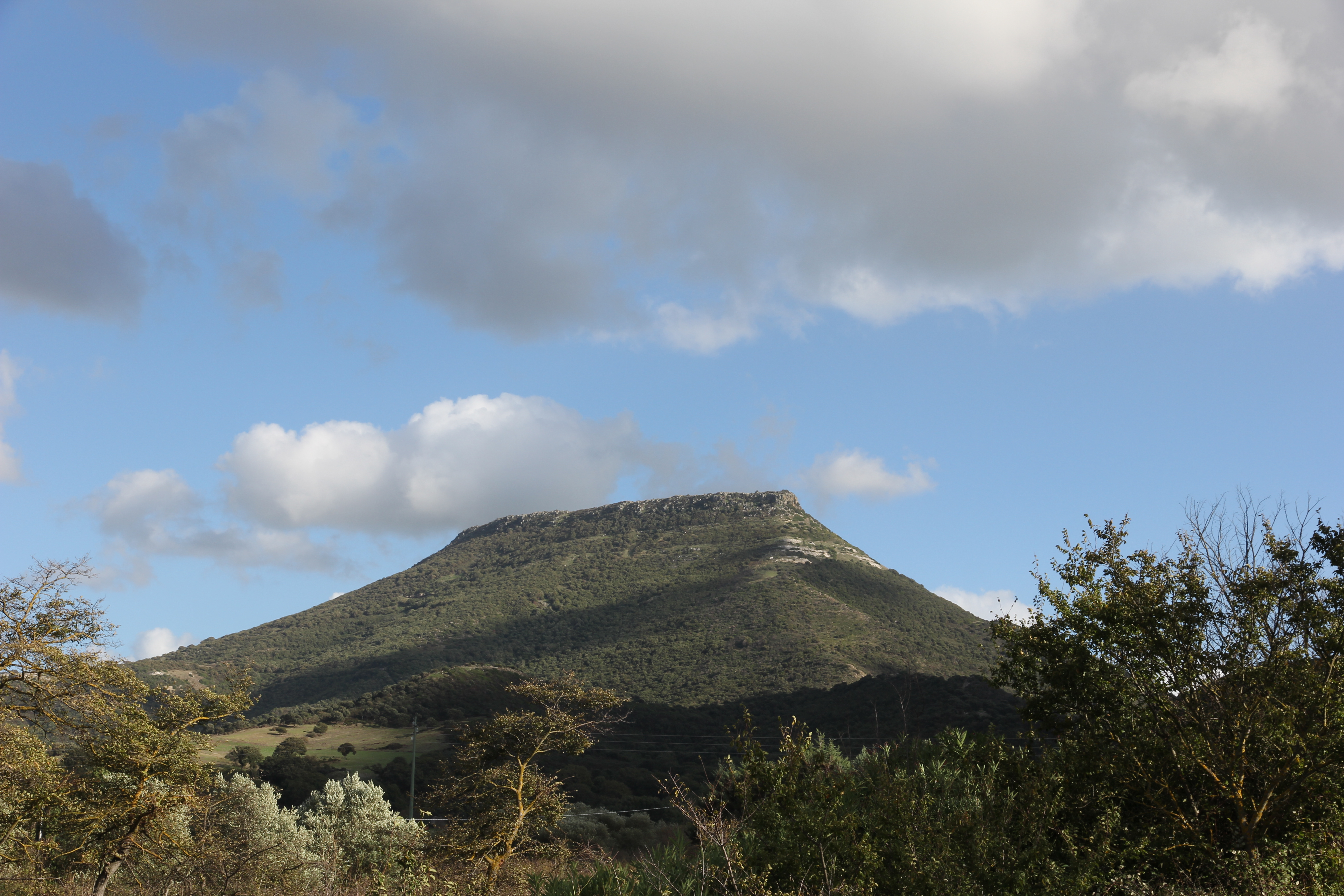
Il monte Santo